# Mercado bilateral
Un mercado bilateral (en inglés: two-sided market) es un mercado en el que un grupo de usuarios genera un externalidad sobre otro distinto, existiendo una plataforma que los pone en contacto.
Ejemplos de mercados bilaterales son:
- Las tarjetas de crédito, en el que los grupos que generan externalidades serían los comercios y los compradores. El hecho de que entre los compradores se extienda el uso de una tarjeta de crédito determinada, genera que su aceptación sea más rentable por parte de los comercios. El efecto contrario también se da.
- Las consolas de videojuegos, en el que los grupos son los consumidores finales y los programadores de videojuegos. Cuantos más programadores creen juegos para una determinada consola, más atractiva se hace esta para los consumidores; nuevamente, tenemos también el efecto contrario.
- Las agencias de citas.
- Los sitios web de subastas.

La principal diferencia entre los mercados bilaterales y los mercados comunes es que en los mercados bilaterales el comportamiento óptimo de la plataforma no consiste en maximizar su beneficio sobre cada grupo de usuarios por separado; en estos mercados el comportamiento óptimo suele ser el de subvencionar a un grupo de usuarios consiguiendo ganancias del otro grupo.